# Marschrute
Die Marschrute war ein deutsches Längenmaß. Sie war für die „fetten“ und nassen Böden geeignet. Bei mageren, sandigen Böden fand die Geestrute Anwendung. 
Grundlage des Maßes war der 12-zöllige Hamburger Fuß.
- 1 Fuß = 127 Pariser Linien = 286,49 Millimeter

Die Marschrute war vorwiegend in den Regionen Moorburg, Hamburger Elbinseln und Vierlande auf 14 Fuß, Billwerder 16 Fuß und Amt Ritzebüttel 18 Fuß ausgerichtet. 
- 1 Marschrute = 14 Fuß = 4,0109 Meter (16 Fuß = 4,5838 m; 18 Fuß = 5,1568 m)